# Aeroportul Sandakan
Aeroportul Sandakan (IATA: SDK, ICAO: WBKS) este un aeroport din Sabah, Malaysia ce deservește zona Bahagian Sandakan⁠(d). Aeroportul a fost tranzitat în 2021 de 242.443 de pasageri.
Situat la o altitudine de 14 m, aeroportul dispune de 1 pistă. Este operat de Malaysia Airports⁠(d).

## Infrastructură

### Piste
Aeroportul dispune de o singură pistă. Pista are orientarea 08/26. 